# Marie Thumas
Marie Thumas was een Belgisch bedrijf dat groenten in blik produceerde van 1886 tot 1991. Het was tot het begin van de 21e eeuw een van de bekendste merknamen van het land.  In 2025 werd de merknaam door een andere producent geherlanceerd.

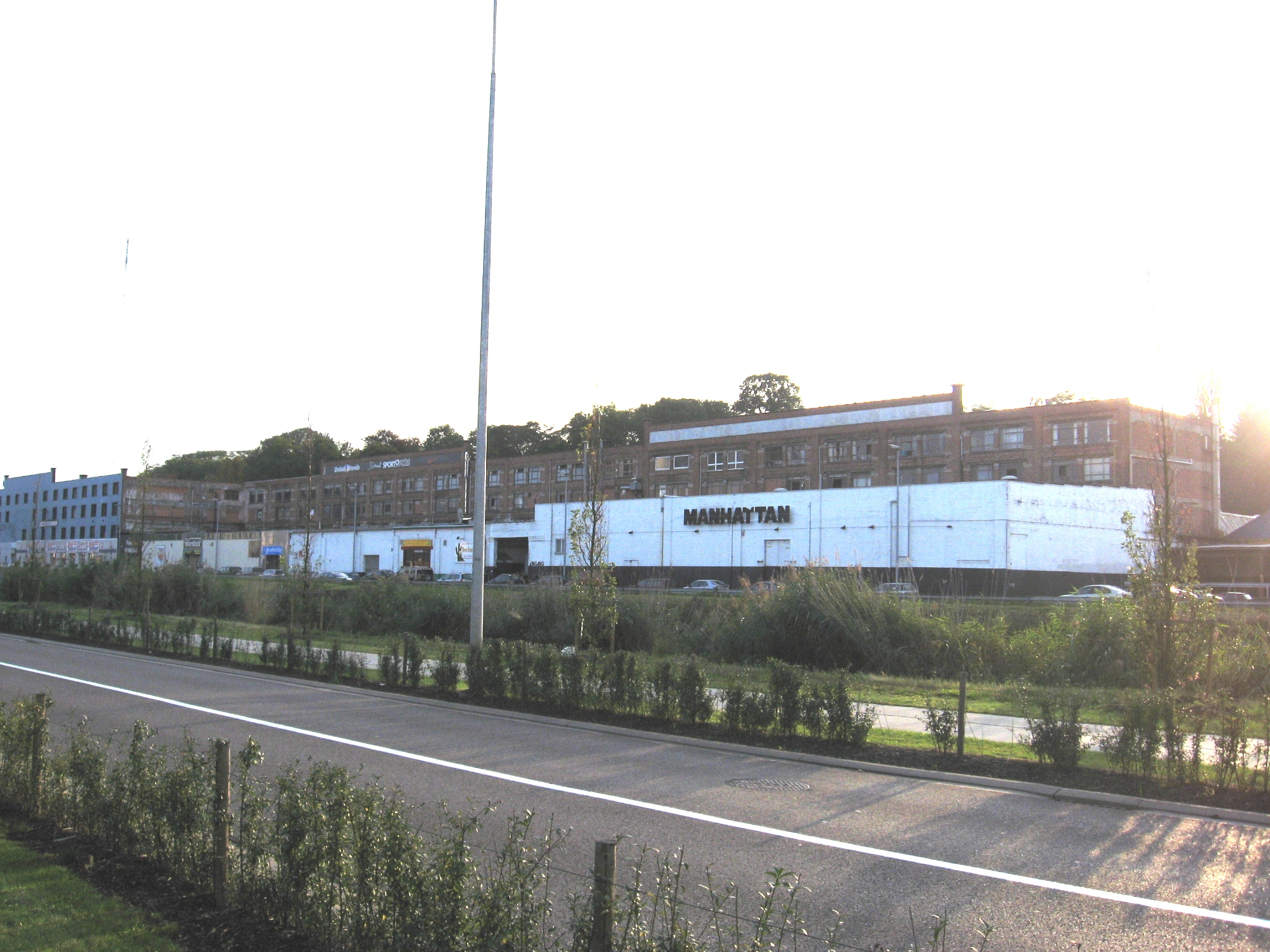
Voormalige fabriek aan de Leuvense Vaart te Wilsele

Deze eerste Belgische conservenfabriek werd opgericht in 1886 door de Doornikse ingenieur Edmond Thumas. De fabriek was gevestigd aan de Leuvense Vaart in Wilsele. Hij noemde zijn bedrijf "Marie Thumas", naar de naam van zijn vrouw, Marie Durieux. Aanvankelijk werkten er slechts een twintigtal mensen, maar vóór de Tweede Wereldoorlog werkten er in de zomer al 600 vrouwen en 300 mannen. Na de verwerking van groenten, werden na de oorlog ook fruit en soep in blik verwerkt.

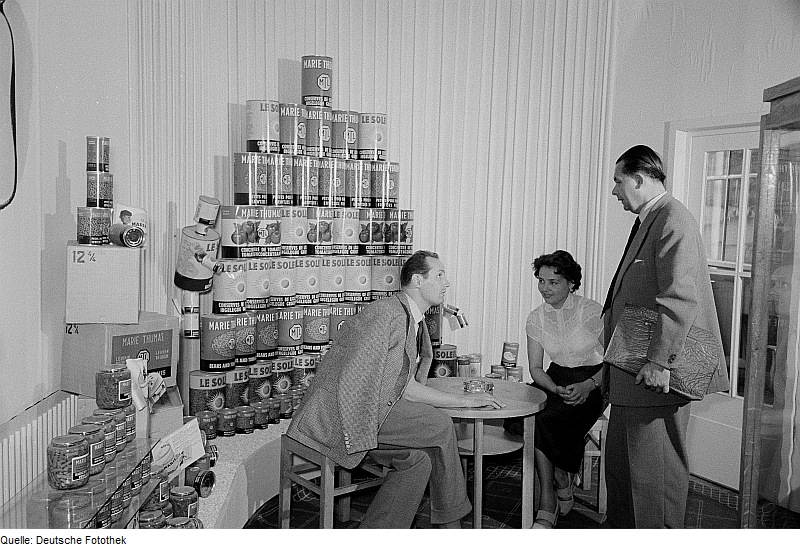
Conserven en bokalen van Marie Thumas op de herfstbeurs van 1954 in Leipzig

Vanaf 1913 werkte Marie Thumas samen met conservenfabriek Le Soleil uit Mechelen voor de aankoop van de conservenblikken bij de blikslagerij die eigendom was van Le Soleil. In 1945 nam Marie Thumas de Mechelse fabriek volledig over. De merknaam Le Soleil zou nog blijven bestaan tot in 1957. Daarna werd te Mechelen nog enkel onder de merknaam Marie Thumas geproduceerd. De blikslagerij groeide onder de vleugels van Marie Thumas uit tot Eurocan die conservenblikken produceerde voor de gehele Europese markt.
Ondanks de dalende markt voor groenten in conserven nam Marie Thumas in 1973 nog de conservenfabriek Mon Jardin in het Waalse Geer over. In 1977 werd de fabriek te Wilsele gesloten en werd er enkel nog in Mechelen en Geer geproduceerd.
In 1980 werd Marie Thumas overgenomen door de Franse conservenfabrikant Bonduelle. Deze verkocht de fabriek te Geer voort aan het Waals Gewest maar hier werden de activiteiten spoedig stopgezet. In 1985 werd een nieuwe start genomen onder de naam  HesbayeFrost, een fabriek voor diepgevroren groenten.
In Mechelen werd nog voortgeproduceerd tot in 1991. De afbraak van de fabriek volgde in 1994. De merknaam Marie Thumas verdween geleidelijk, en werd bij het begin van 21ste eeuw vervangen door de naam Bonduelle.
Doordat de merknaam Marie Thumas al meer dan 5 jaar niet gebruikt was, kon de West-Vlaamse voedingsproducent Dicofoods de rechten gedeeltelijk of geheel overkopen van Bonduelle. In 2025 lanceerde Dicofoods een lijn van diepvriesgroenten onder de merknaam Marie Thumas.

## Trivia
- Op zijn elpee Ratata uit 1990, brengt Arno het nummer Marie tu m'as, waarvan de naam gebaseerd is op het conservenmerk.
- In een gedeelte van de fabriek te Wilsele (sinds 1977 een deelgemeente van Leuven) werd in 1980 de eerste grote megadancing van het land, de Manhattan, geopend. Onder meer Jos Van Oosterwyck was nauw betrokken bij de dancing. In 1989 werd de dancing omgevormd tot een opnamestudio voor televisieprogramma's, Studio Manhattan, waar dertig jaar de VRT soapserie Thuis werd opgenomen.
- In augustus 2019 werd de Leuvense Vaartkombrug vernieuwd en samen met een nieuwe bijhorende brug omgedoopt tot de Marie Thumas-Durieuxbrug.